# قمر (سمك)
القَمَر  جنس من السمك، يوجد في هذا الجنس حالياً 6 أنواع.